# Deskford

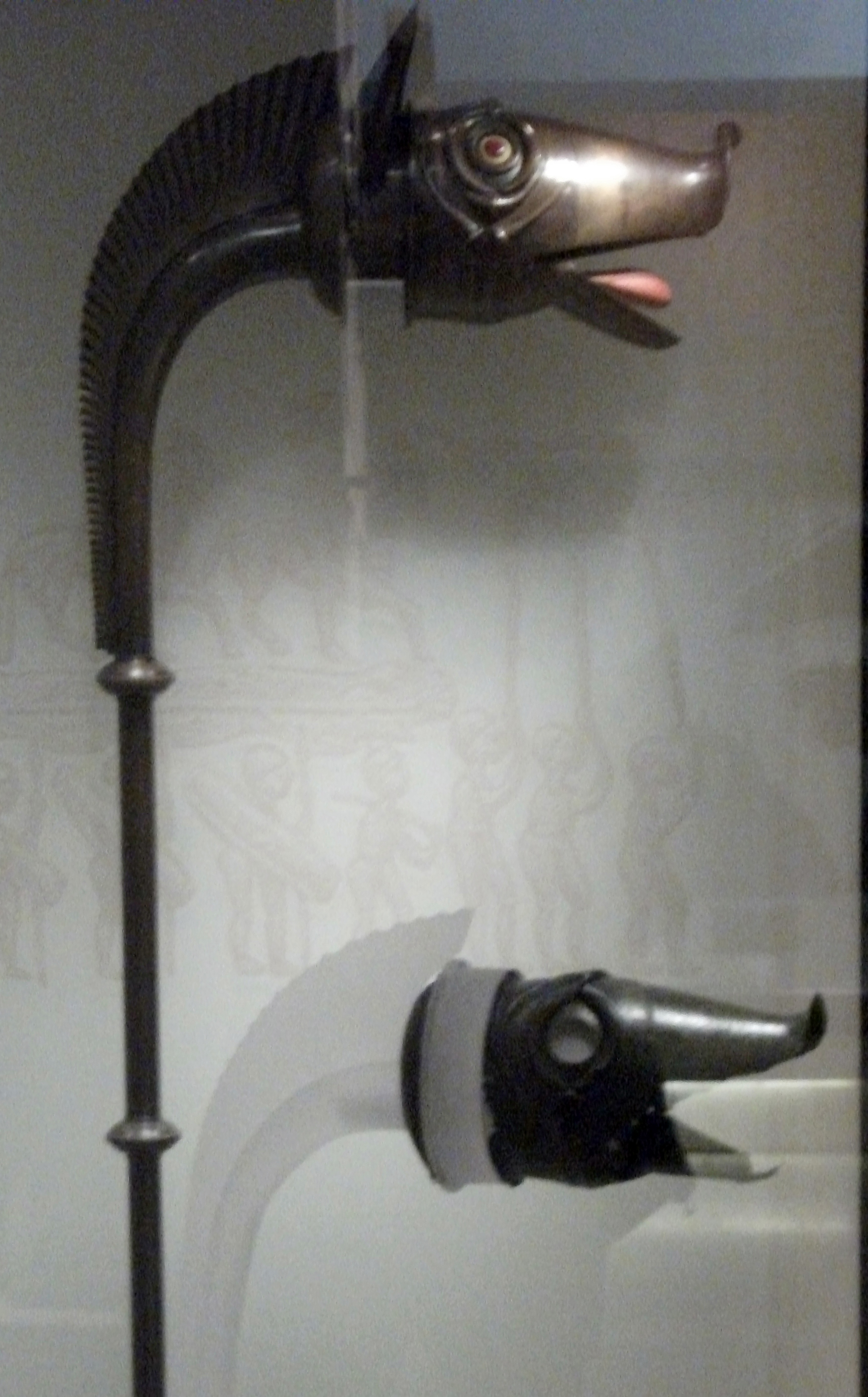
Le carnyx de Deskford et reconstruction, Musée royal d'Écosse

Deskford (gaélique écossais : Deasgard) est une paroisse et un hameau de Moray, en Écosse.
Un nombre important de ruines historiques et archéologiques ont été trouvées dans la zone, entre autres les restes d'un carnyx.